# 意大利兄弟党
意大利兄弟党（義大利語：Fratelli d'Italia，缩写为FdI）是意大利的一个极右翼政黨，为2022年意大利大选以來意大利的执政黨。該黨目前由現任意大利總理喬治亞·梅洛尼領導。FdI的上台標誌著意大利共和国出现了历史上第一個极右翼政府，也是二戰自意大利法西斯以來最右翼的政府。
该党成立於2012年12月17日，從西爾維奧·貝盧斯科尼所在的自由人民党（PdL）中分裂而出，現任主席為喬治亞·梅洛尼，总部位於意大利的罗马。该党在青年群體中有一個特殊組織叫作“民族青年”，擁有為其宣傳的报纸《爱国者之声》，並且還是中右联盟和欧洲保守派和改革主义者党的成员。2014年開始，該黨派使用“三色火焰”作為其標誌，並和其它黨派組成“後法西斯國家聯盟（AN）”，法西斯聯盟成立於1995年，在2009年合併了很多意大利的極端右翼黨派，該聯盟自稱是意大利社會運動（MSI）的繼承者，活躍於1945～1995年。雖然義大利兄弟黨一直宣稱自己和墨索里尼和二戰時代的國家法西斯黨（1921～1943）無關，但外界普遍認為這是同一理念的延續。
按照其黨主席喬治亞·梅洛尼的說法，義大利兄弟黨並不是極端政黨，而是一個守護傳統文化、堅持保守價值觀、並且想脫離歐盟的普通黨派；而意大利的觀察家則將FdI描述為民族保守派、右翼民粹主義、社會保守派、新法西斯主義、後法西斯主義、本土主義者和反移民主義者的集合體。雖然該黨是歐洲懷疑論的強烈支持者，時常宣傳歐盟的種種弊端，但在外交上又矛盾的支持意大利與美國緊密合作，包括成為大西洋主義、北約、五眼聯盟等組織的核心成員，既使美國和歐盟的大部份政策是一致的。由於義大利兄弟黨在意大利國會中擁有席位，所以這個黨派可以出席歐洲議會，即使它本身反對歐盟，FdI的席位成員一開始是依附於歐洲人民黨集團，但後來因為理念不合而脫離，自立歐洲保守黨和改革黨，保改黨是2020年被喬治亞·梅洛尼領導的。最後，FdI提議要廢除歐盟，理由是現在的歐洲是個鬆散的邦聯，同時建議歐洲各國必須結合成一個強有力的聯邦來保護自己。

## 選舉結果

### 義大利議會
| 選舉 | 黨主席        | 眾議院    | 眾議院 | 眾議院    | 眾議院   | 眾議院 | 共和國參議院 | 共和國參議院 | 共和國參議院 | 共和國參議院 | 共和國參議院 |
| 選舉 | 黨主席        | 票數      | %      | 席次      | 席次增減 | 排名   | Votes        | %            | 席次         | 席次增減     | 排名         |
| ---- | ------------- | --------- | ------ | --------- | -------- | ------ | ------------ | ------------ | ------------ | ------------ | ------------ |
| 2013 | 喬治亞·梅洛尼 | 666,035   | 1.9    | 9 / 630   | 新成立   | 第8    | 590,083      | 1.9          | 0 / 315      | 新成立       | 第7          |
| 2018 | 喬治亞·梅洛尼 | 1,429,550 | 4.4    | 32 / 630  | ▲ 23     | ▲ 第5  | 1,286,606    | 4.3          | 18 / 315     | ▲ 18         | ▲ 第5        |
| 2022 | 喬治亞·梅洛尼 | 7,302,517 | 26.0   | 119 / 400 | ▲ 87     | ▲ 第1  | 7,167,136    | 26.0         | 66 / 200     | ▲ 48         | ▲ 第1        |

### 歐洲議會
| 選舉 | 黨主席        | 票數      | %   | 席次   | 席次增減 | 排名  |
| ---- | ------------- | --------- | --- | ------ | -------- | ----- |
| 2014 | 喬治亞·梅洛尼 | 1,004,037 | 3.7 | 0 / 73 | 新成立   | 第7   |
| 2019 | 喬治亞·梅洛尼 | 1,726,189 | 6.4 | 6 / 76 | ▲ 6      | ▲ 第5 |